# Melaleuca uncinata
Melaleuca uncinata är en myrtenväxtart som beskrevs av Robert Brown. Melaleuca uncinata ingår i släktet Melaleuca och familjen myrtenväxter. Inga underarter finns listade i Catalogue of Life.